# Hyptia similis
Hyptia similis är en stekelart som beskrevs av Gyöö Viktor Szépligeti 1903. Hyptia similis ingår i släktet Hyptia och familjen hungersteklar. Inga underarter finns listade i Catalogue of Life.